# هرمزد اردشیر
نام شهر «هرمزد اردشیر» به شکل کوتاه شده ی هرمز اردشیر رایج شده است.
خرابه‌های شهر «هرمزد اردشیر» مربوط به دوره ساسانیان است و در محدودهٔ کنونی اهواز واقع شده و این اثر در تاریخ ۲۴ شهریور ۱۳۱۰ با شمارهٔ ثبت ۴۳ به‌عنوان یکی از آثار ملی ایران به ثبت رسیده است. این منطقه که در دوران ساسانیان رونق فراوانی داشته‌است، امروزه جز تلی از خاک چیزی از آن باقی نمانده است.
این شهر که پایه‌ها و ستون‌های شهر جدید اهواز روی شانه‌های آن بنا شده‌است و پیشینه پرشکوه تمدنی این منطقه محسوب می‌شود، به گواه اسناد و مدارک دست کم تا ۶۰ یا ۷۰ سال پیش بقایا و
آثار واضح آن برای همه قابل مشاهده بود و از همین رو در سال ۱۳۱۰ به ثبت ملی رسید.
در سال ۱۳۱۰ باستانشناسان هنگام بررسی اهواز به محلی به عنوان شهر «هرمزد اردشیر» اشاره کردند و آن را به ثبت رساندند.
اردشیر بابکان، مؤسس سلسله ساسانی به بنای شهرهای جدید و تجدید بنای شهرها اهمیت می‌داد و در این دوران پایه شهرها و نهادهای اجتماعی،
اقتصادی، سیاسی، بازرگانی و اداری بسیار بنا گذاشته شد و ازجمله این شهرها شهر «هرمزد اردشیر» بود.
«هرمزد اردشیر» یعنی شهری که مورد توجه و عنایتشاه و خداست که بعدها این نام کوتاهتر شد و به صورت هرمشیر درآمد و به دو بخش محل سکونت بزرگان و دانشمندان و بخش سکونت بازرگانان و پیشه وران تقسیم شد.
پس از حمله اعراب به ایران قسمت سکونت بزرگان این شهر (غرب اهواز) نابود شد و بخش باقی‌مانده، که بازار هوزی ها (هوجستان واجار) نام داشت را به شکل عربی ترجمه و شهر را به این ترجمه ی عربی نامیدند، یعنی «سوق الاهواز».
پرونده شهر «هرمزد اردشیر» در تاریخ ۲۴ شهریور ماه ۱۳۱۰، توسط آندره گدار به شورای ثبت آثار تاریخی و ملی کشور ارائه شد. در این پرونده، نشانی جغرافیایی این شهر، محدوده شهر کنونی اهواز عنوان شد و عکس‌های هوایی که از سال ۱۳۲۵ در سازمان زمین‌شناسی موجود است، و همچنین سفرنامه کنت هافتوس و مادام دیون فوا، از دیگر دلایل وجود این شهر در محدوده مورد ادعا می‌باشد.

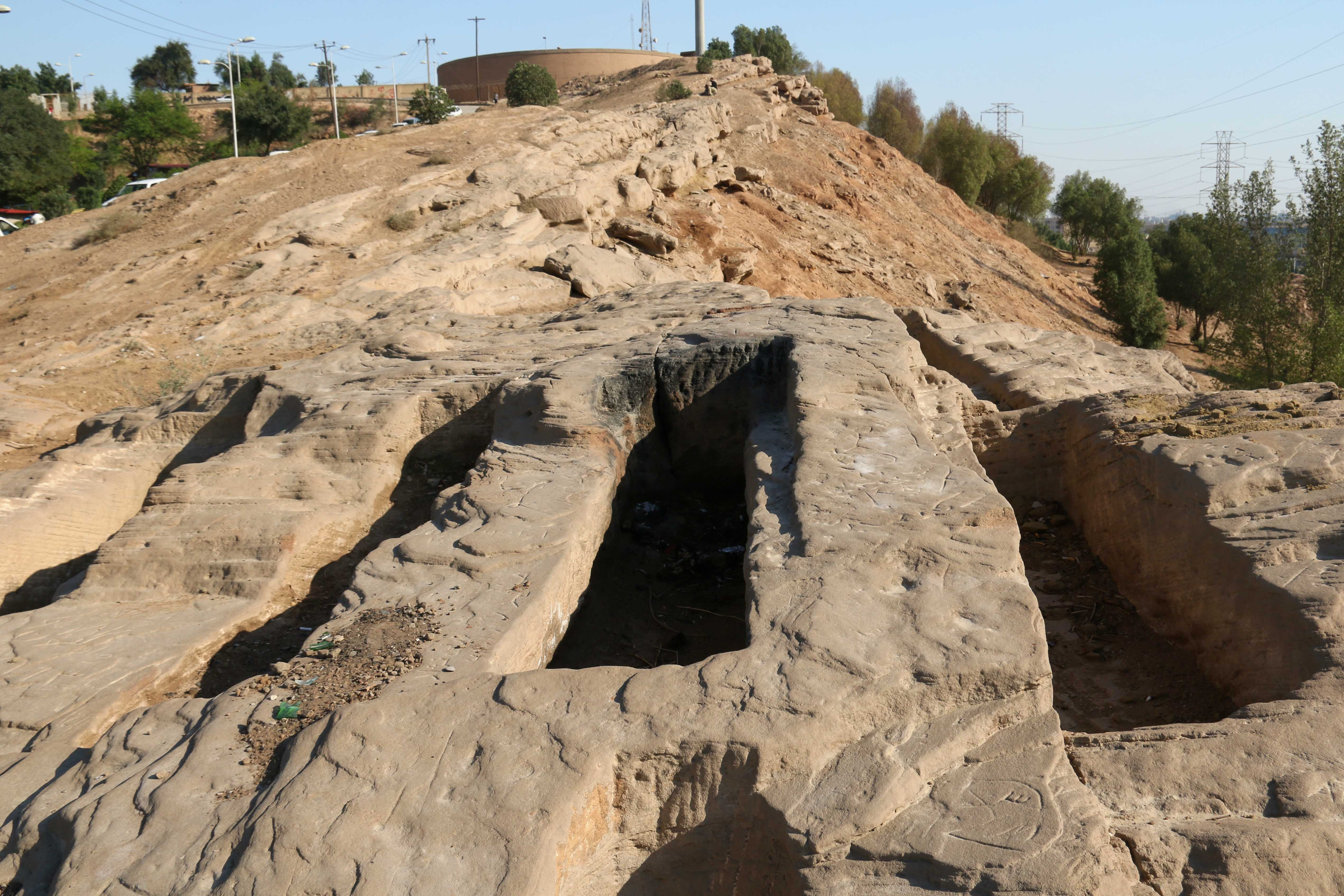
آثار کشف شده از شهر باستانی هرمزد اردشیر - ۱۳۹۷ خ.

شهر باستانی «هرمزد اردشیر» با قدمت ۱۷۰۰ ساله، در زمان ساخت به دو قسمت بازرگانان و پیشه وران و در قسمتی دیگر اشراف و ثروتمندگان تقسیم شد که به بخشی از آن هوجستان واجار و به بخش دیگر آن «هرمزد اردشیر» می‌گفتند.
همچنین در روایت حمزه اصفهانی آمده است:
«شهر «هرمزد اردشیر» از دو بخش مجزا که در جوار یکدیگر قرار داشته و مجموعهای واحد را تشکیل می‌دادند، بوجود آمده بود.
این شهر در ناحیه خوزستان بنا گردید. از دو شهر تشکیل دهنده «هرمزد اردشیر» شهری که مرکز تجار و بازاریان بود خوچستان ماچار (خوزستان بازار) نام گرفت که پس از استیلای اعراب به صورت معرب
سوق الاهواز درآمد که امروزه آن را اهواز می‌نامند و بخش دیگر که محل سکونت بزرگان و
اشراف بود، هومشیر نامیده می‌شد که بدست اعراب به کلی ویران و بدست فراموشی سپرده شد.»
امروزه بخش‌های زیادی از محوطه تاریخی شهر «هرمزد اردشیر» به علت ساخت تونل مترو شهر اهواز از بین رفته است.
شهر باستانی «هرمزد اردشیر» در سال ۱۳۱۰ به همراه یک محوطه اشکانی توسط آندره گدار به وزارت فرهنگ و هنر پیشنهاد شد و این اثر تاریخی با شماره ۴۳ در فهرست آثار ملی ایران به ثبت رسید.